# Bengt Johansson (brottare)
Karl Bengt Johansson, född 4 januari 1926 i Hallsbergs församling, Örebro län, död 9 april 2008 i Arbogabygdens församling, Västmanlands län, var en svensk brottare. 
Han blev 1950 världsmästare i Grekisk-romersk stil i flugvikt. Han slutade femma i olympiska sommarspelen 1952 och deltog även i OS 1956.